# Chapter One: The Vanishing of Will Byers
"Chapter One: The Vanishing of Will Byers" es el primer episodio de la serie de televisión estadounidense de ciencia ficción y terror Stranger Things. Ambientado en los días 6 y 7 de noviembre de 1983, el episodio presenta al universo de la serie, ubicándose en Hawkins, un tranquilo pueblo del estado de Indiana que comenzará a vivir una serie de misteriosos eventos producto de la desaparición del joven Will Byers. 
Escrita y dirigida por los creadores de la serie, los hermanos Duffer, fue lanzado junto con el resto de la primera temporada el 15 de julio de 2016 en Netflix.

## Trama
El 6 de noviembre de 1983, en un laboratorio en las afueras de la ciudad ficticia de Hawkins, Indiana, se ve a un científico intentando escapar de una amenaza invisible. Cuando abordaba un ascensor para escapar, una misteriosa criatura lo ataca por sorpresa y lo mata.
Después de una sesión de Dungeons & Dragons de diez horas con sus mejores amigos Mike Wheeler (Finn Wolfhard), Lucas Sinclair (Caleb McLaughlin) y Dustin Henderson (Gaten Matarazzo), el joven Will Byers (Noah Schnapp) regresa a su casa usando el bosque que él y sus amigos han apodado Mirkwood. Will se sorprende al ver la silueta de un humanoide en el camino delante de él y asustado, cae de su bicicleta. Corre a través de Mirkwood hacia su casa, mientras la criatura invisible, que parece tener poderes telequinéticos, lo persigue. Mientras intenta armarse con un rifle de cerrojo calibre .22 en el cobertizo de su familia, Will aparentemente desaparece en el aire.
Cuando la madre de Will, Joyce (Winona Ryder) y su hermano Jonathan (Charlie Heaton) se dan cuenta de que él no ha regresado a la mañana siguiente, Joyce acude al jefe de policía Jim Hopper (David Harbour), un excompañero suyo de la escuela secundaria. Hopper le dice que Will probablemente se ha escapado, tal vez con su padre ausente, Lonnie. Joyce rechaza la idea, creyendo que ha sucedido algo siniestro, y Hopper comienza a buscar a Will.
Mientras tanto, el director del laboratorio, el Dr. Martin Brenner, investiga una sustancia orgánica que rezuma del sótano del laboratorio y afirma que "la niña" no puede haber ido muy lejos; esa niña con la cabeza rapada (Millie Bobby Brown) se aventura a salir del mismo bosque y entrar en un restaurante local, donde le roba patatas fritas al propietario, Benny Hammond (Chris Sullivan). La persigue hasta que se da cuenta de que está en problemas y le da comida, además de llamar a los servicios sociales. Ella no dice ninguna palabra, pero Benny ve un tatuaje en su brazo que dice "011" y comienza a llamar a la niña "Eleven" (Once, en español). Cuando llegan los supuestos agentes del servicio social, uno de ellos le dispara a Benny y Once se da cuenta de que estas personas son del laboratorio. En medio de una fuerte lluvia que comienza en el pueblo, el teléfono de Joyce sufre un cortocircuito después de recibir una misteriosa llamada telefónica que cree que es de Will y Once escapa y corre de regreso al bosque, donde se encuentra con Mike, Dustin y Lucas, quienes se habían propuesto buscar a Will por su cuenta.

## Producción
El episodio se tituló originalmente "Montauk Pilot" y fue el primer episodio de Montauk, el título original de Stranger Things. Más tarde se le cambió el nombre junto con el programa, aunque el guion en sí apenas cambió. El episodio fue escrito y dirigido por los creadores del programa, los hermanos Duffer. "La desaparición de Will Byers" se estrenó el 15 de julio de 2016 en Netflix junto con el resto de episodios de la primera temporada.

## Recepción
El episodio fue bien recibido por la crítica. PopMatters señaló que el programa "captura el miedo y los años 80 de manera tan brillante que uno pensaría que Netflix le inyectó un suero creado por un científico loco para garantizar el máximo valor para los atracones". Travel Spots también disfrutó del episodio.
Los hermanos Duffer fueron nominados a los premios Primetime Emmy por su excelente escritura y dirección por el episodio, así como también al premio al Logro Destacado como Director del Directors Guild of America por una Serie Dramática por "The Vanishing of Will Byers".   Otros también recibieron elogios por su trabajo en el episodio.